# Notropis alborus
Notropis alborus är en fiskart som beskrevs av Hubbs och Raney, 1947. Notropis alborus ingår i släktet Notropis och familjen karpfiskar. Inga underarter finns listade i Catalogue of Life.